# Oryza sativa

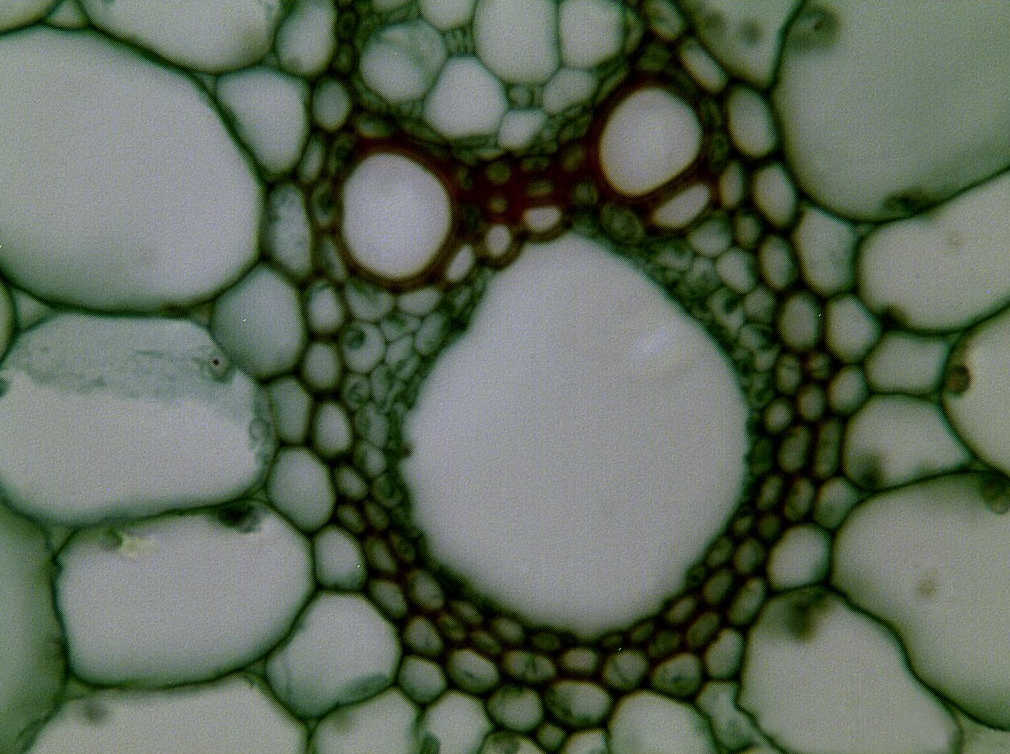
Sección transversal del tallo de arroz ampliada 400 veces

Oryza sativa, comúnmente llamado arroz, es una especie perteneciente a la familia de las Poáceas (gramíneas), cuya semilla es comestible y constituye la base de la dieta de casi la mitad de la población mundial. Su nutriente principal son los hidratos de carbono, aunque también aporta proteínas (7 %), minerales y, en estado natural, bastantes vitaminas.

## Descripción
Son plantas anuales; con tallos de 40–150 cm de alto. Vainas glabras; lígula de 7–30 mm de largo, glabra; láminas de 24–60 mm de largo y 6–22 mm de ancho, glabras. Las inflorescencias en panículas de 9–30 cm de largo, laxamente contraídas, las ramas inferiores con hasta 13 cm de largo, 1–3 juntas; espiguillas 7–10.9 mm de largo y 2.5–4 mm de ancho, oblongas; lemas estériles 1.5–4 mm de largo, lema fértil 7–10.9 mm de largo y 1.6–2.5 mm de ancho, escabrosa sobre y entre las nervaduras, sin arista o con una arista hasta 7 cm de largo; anteras 0.8–2.4 mm de largo, amarillas.

## Historia
Comenzó a cultivarse simultáneamente en varios países hace más de 8 milenios. Dos especies de arroz se domesticaron, el arroz asiático (Oryza sativa) y el africano (Oryza glaberrima).
El cultivo de secano se introdujo en Japón y Corea aproximadamente en el 1000 a. C. El posterior arroz de inundación en agricultura intensiva fue en Corea entre 850 a 500 a. C., y pasó al Japón por los Yayoi sobre el año 300. 
O. sativa se adaptó en el medio-este europeo y el Mediterráneo hacia el año 800. Los árabes lo llevaron a la península ibérica cuando la conquistaron en el 711. Después de la mitad del siglo XV, el arroz llega a toda Italia y luego a Francia, propagándose a todo el continente durante las grandes exploraciones europeas. En 1694, el arroz arribó a Carolina del Sur, probablemente originario de Madagascar. Los españoles llevaron el arroz a Sudamérica a principios del siglo XVIII.
Durante el periodo colonial en los Estados Unidos, en Carolina del Sur y Georgia creció vigorosamente el cultivo por esclavos venidos de Senegambia (África occidental). En el puerto de Charleston, entraron el 40 % de todos los esclavos norteamericanos. Los esclavos de esa región de África tenían el precio más alto, por reconocimiento de su gran saber acerca del cultivo del arroz, trabajando por ejemplo en plantaciones de Georgetown, Charleston, y Savannah. Por los esclavos, los dueños de los campos aprendieron a endicar las parcelas y periódicamente inundar los campos. Al principio, el arroz se trillaba a mano con hoces de madera, se colocaba en cestos de pasto dulce (lo hacían los propios esclavos). La invención de la cosechadora incrementó la productividad del cultivo, y el agregado de potencia hidráulica a los molinos en 1787 por Jonathan Lucas fue otra etapa de avance. El cultivo de arroz en el sudoeste de EE. UU. se hizo menos rentable al desaparecer la esclavitud después de la Guerra Civil de los Estados Unidos.

## Producción mundial y mercado
| Principales Productores - 2005 (millones de t)                            | Principales Productores - 2005 (millones de t) |
| ------------------------------------------------------------------------- | ---------------------------------------------- |
| China                                                                     | 185                                            |
| India                                                                     | 129                                            |
| Bangladés                                                                 | 40                                             |
| Vietnam                                                                   | 36                                             |
| Tailandia                                                                 | 27                                             |
| Indonesia                                                                 | 54                                             |
| Birmania                                                                  | 25                                             |
| Filipinas                                                                 | 15                                             |
| Brasil                                                                    | 13                                             |
| Japón                                                                     | 11                                             |
| Total Mundial                                                             | 619                                            |
| Fuente: UN FAO (FAO) Archivado el 19 de junio de 2006 en Wayback Machine. |                                                |

La producción mundial de arroz ha estado subiendo, como ilustra el crecimiento desde los 200 millones de t de arroz en 1960 a las 600 millones de t en 2004. El arroz refinado es el 68 % del arroz en peso. En 2004, los tres productores más importantes fueron China (31 % de la producción mundial), India (20 %), e Indonesia (9 %).
Los actores en el mercado mundial son diferentes respecto a los países productores, ya que solo el 6% del arroz se comercializa internacionalmente. Los tres principales países exportadores son Tailandia (26 %), Vietnam (15 %), y EE. UU. (11%), y los tres importadores más importantes son: Indonesia (14 %), Bangladés (4 %), y Brasil (3 %).
En el 2006 se produjeron 420 millones de toneladas de arroz a nivel mundial, pero solamente se comerciaron 25 millones.
En el CBOT (Chicago Board of Trade) se cotiza el futuro del Paddy Rice o Rough Rice, bajo el indicativo (ticker) RR, siendo este un futuro para las variedades de grano largo. El valor de mercado es para la unidad de medida "C-Weight Americano" (ver CWT), que para traducirlo a una cotización en dólares por tonelada, hay que multiplicarlo por el factor 22.046226.

## Nutrición humana
El arroz aporta 360 kcal (1510 kJ) cada 100 g, 79 % glúcidos, 7 % proteínas y 1 % grasas. Aunque se están realizando nuevos sistemas de procesamientos industriales del arroz común descascarillado que preservan gran parte de los nutrientes mediante un tratamiento previo con vapor de agua, y también nuevas especies transgénicas que añaden nutrientes (por ejemplo, desde 2000 existe arroz transgénico amarillo, arroz dorado, llamado así por poseer sus granos caroteno), el consumo en solitario —sin alimentos que le complementen adecuadamente— del arroz descascarillado provoca un déficit de gran parte del complejo vitamínico B que puede dar lugar a la enfermedad llamada beriberi.
Por otra parte, el consumo muy frecuente de arroz descascarillado suele conllevar estreñimiento por su falta de contenido en fibra si esta no se aporta por otros alimentos.
La mayor parte de las vitaminas del arroz se suelen perder en gran proporción (hasta un -85 % de las vitaminas) con los procesos de refinado y pulido. Un método que disminuye la pérdida de vitaminas es el vaporizado del arroz.[cita requerida]
El arroz es muy útil en caso de diarreas porque, formando parte de adecuadas formulaciones con agua y electrólitos, ayuda a que se reduzca esta y mejora la absorción de líquido.

## 2004 Año Internacional del Arroz
El 16 de diciembre de 2002, la Asamblea General de la ONU declaró al 2004 como Año Internacional del Arroz. La declaración fue auspiciada por
Bangladés, Birmania, Bolivia, Brunéi, Burkina Faso, Camboya, Cuba, Chipre, Corea del Norte, Ecuador, Fiyi, Gabón, Granada (país), Guyana, India, Indonesia, Japón, Kazajistán, Kuwait, Kirguistán, Laos, Madagascar, Malí, Malasia, las Islas Marshall, Mauritania, Nauru, Nepal, Nicaragua, Níger, Nigeria, Papúa Nueva Guinea, Pakistán, Perú, Filipinas, San Vicente y las Granadinas, Singapur, Sri Lanka, Sudán, Tayikistán, Tailandia, Togo, Vietnam, y Zambia.

## Gastronomía

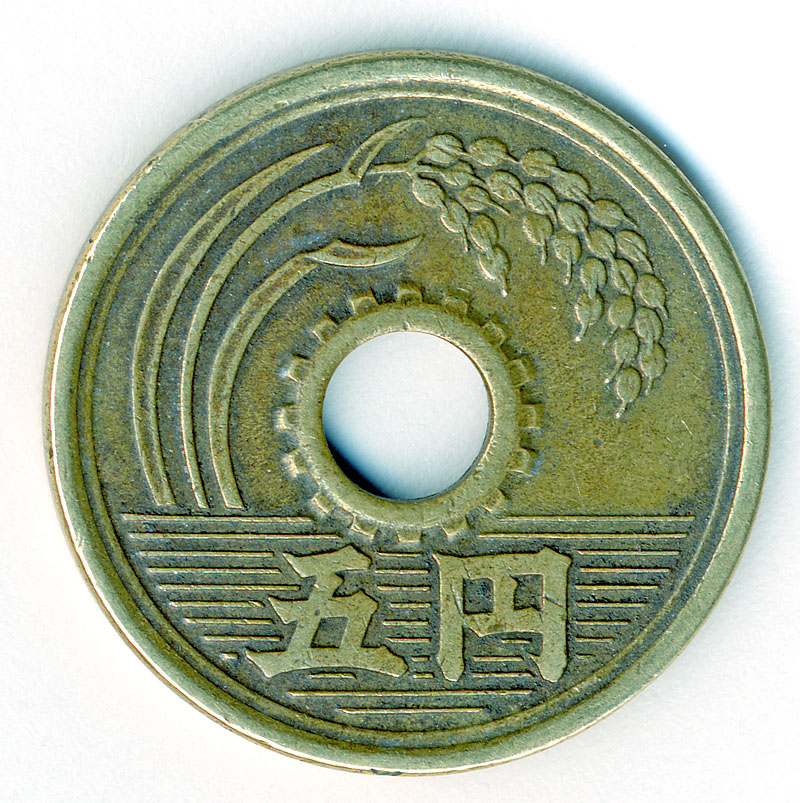
La aparición del arroz en la cara de esta moneda de cinco yen demuestra la importancia de este grano para el pueblo japonés

El arroz es un ingrediente fundamental de la cocina mediterránea. En la Comunidad Valenciana, las Islas Baleares y la Comunidad Murciana existen numerosas variantes de este plato, popularmente conocidos como paella. Así tenemos el arroz de langosta, arroz negro, arroz a banda, arròs brut, arroz con costra, arròs amb fesols i naps, arroz caldoso, arroz al horno, arrossejat, arroz huertano, arroz en caldero (típico del Mar Menor), etc.
En otras cocinas hispanoamericanas variantes de platos de arroz como el arroz a la cubana o el arroz con pollo, que se usa en la cocina casera de estos países. También está presente el arroz en la cocina del Caribe con exponentes como el Jambalaya de la cocina criolla de Luisiana.
El arroz con leche es un postre universal presente en multitud de culturas tanto europeas como asiáticas. El risotto es un plato típico italiano hecho preferentemente con arroz arborio o carnaroli. Inevitablemente presente en la cocina asiática y árabe, se encuentra en los arroces pilaf de la India, o como acompañante básico en las comidas chinas. Finalmente el Japón nos dio el Sushi que es un arroz cocido aderezado con vinagre de arroz, sal y azúcar, empleado como soporte de rodajas finas de pescado o marisco y otras tapas características de esta cocina. Se consume también el arroz integral, sin descascarillar, considerado algo más nutritivo. La densidad del arroz (seco, blanco y en grano) es ~ 0,9 g/cm³.
También en algunos países puede ser utilizado como acompañante.

## Propiedades
Principios activos: Almidón (75 %): compuesto básicamente por amilopectina (alfa-milosa) y beta-amilosa, albuminoides, vitaminas (B1 en la cáscara), proteínas (0,7 %), grasas, glutina, celulosa.
Indicaciones antidiarreico, demulcente, antiinflamatorio. En uso tópico empleado como vehículo de calor, es antiinflogístico, analgésico y facilita el drenaje de forúnculos y abscesos. El arroz integral, por su riqueza en fibra, se comporta como laxante e hipolipemiante. Arroz blanco, harina: Gastritis, diarreas, síndrome del intestino irritable, úlceras gastroduodenales, colitis ulcerosas, enfermedad de Crohn. Afecciones cutáneas, inflamaciones osteoarticulares, contracturas musculares, traumatismos, forúnculos, abscesos. Arroz integral: Estreñimiento, hiperlipidemias, prevención de la arteriosclerosis.
Se usan los frutos (granos de arroz). Uso tópico: aplicado en forma de emplastos calientes.

## Taxonomía
Oryza sativa fue descrita por Carlos Linneo y publicada en Species Plantarum 1: 333. 1753.
Variedades aceptadas

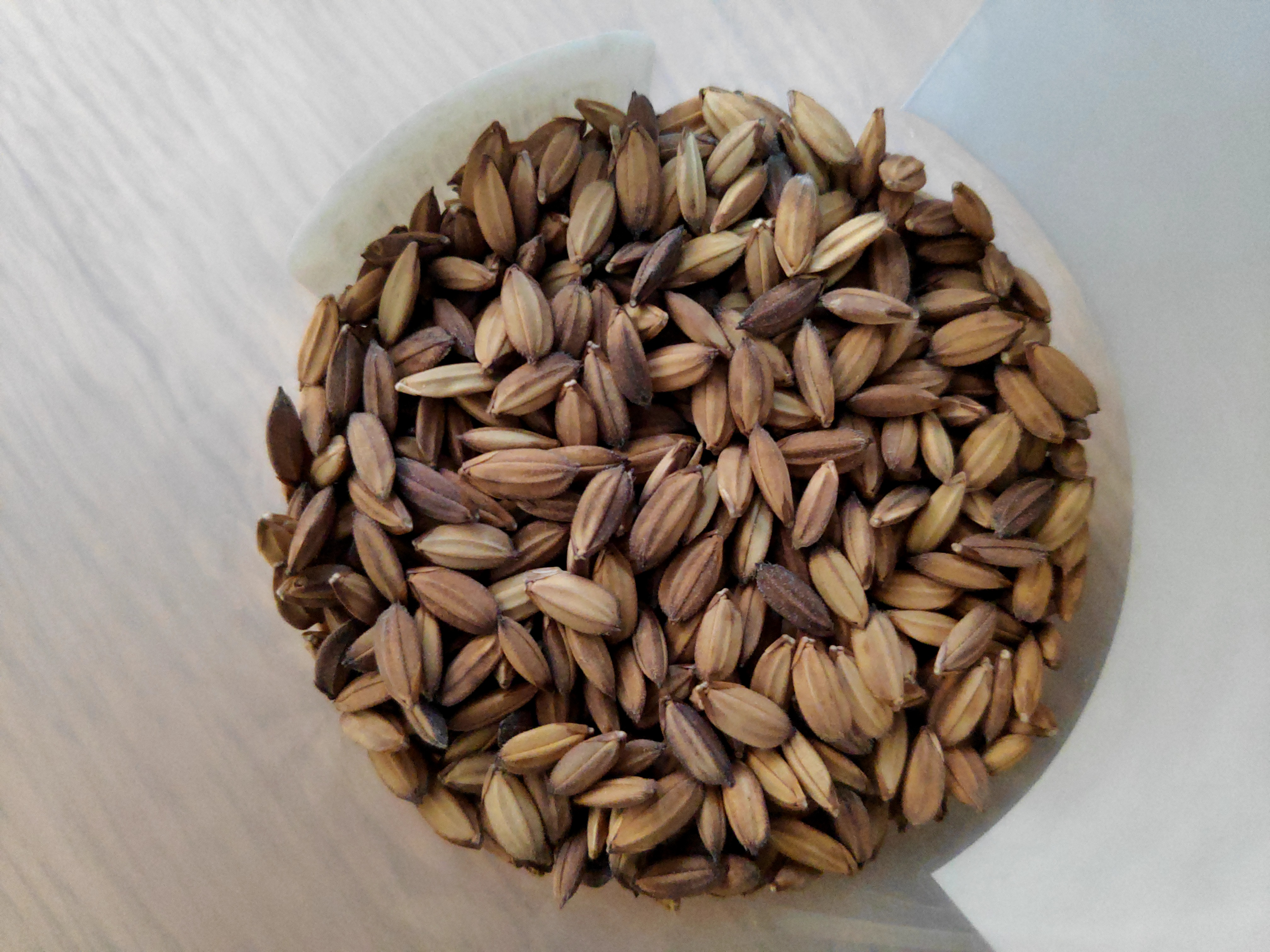
Jumli Marshi, arroz integral de Nepal

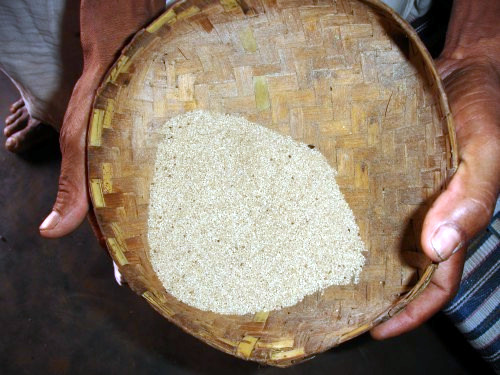
Arroz tradicional de Niyamgiri Hills, India

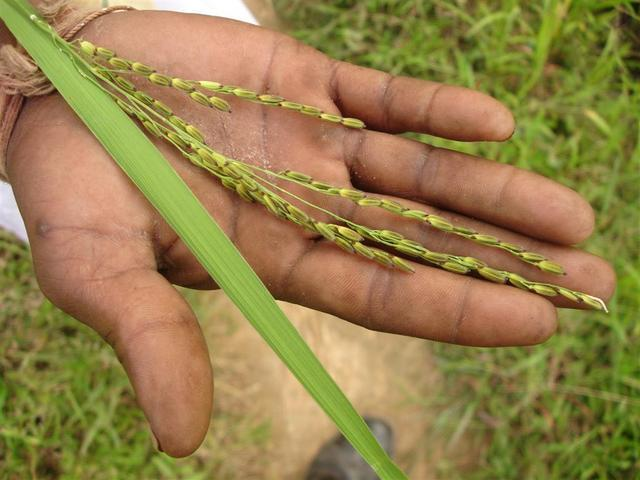
Arroz de Chhattisgarh

- Oryza sativa var. atrobrunnea (Gustchin) Portères
- Oryza sativa var. melanoglumella (Gustchin) Portères
- Oryza sativa var. mulayana (Gustchin) Portères
- Oryza sativa var. rubriglumella (Gustchin) Portères[cita requerida]

Sinonimia
- Oryza aristata Blanco
- Oryza communissima Lour.
- Oryza denudata (Desv.) Desv. ex Steud.
- Oryza elongata (Desv.) Steud.
- Oryza emarginata Desv. ex Steud.
- Oryza formosana Masam. & Suzuki
- Oryza glutinosa Lour.
- Oryza marginata Desv. ex Steud.
- Oryza montana Lour.
- Oryza nepalensis G.Don ex Steud.
- Oryza palustris Salisb.
- Oryza plena (Prain ex Bhide) Chowdhury
- Oryza praecox Lour.
- Oryza pubescens Desv. ex Steud.
- Oryza repens Buch.-Ham. ex Steud.
- Oryza rubribarbis (Desv.) Steud.
- Oryza segetalis Russ ex Steud.
- Oryza sorghoides Desv. ex Steud.[1]